# Бакичи (Кировская область)
Бакичи — опустевшая деревня в Юрьянском районе Кировской области в составе Медянского сельского поселения.

## География
Находится на расстоянии примерно 5 километров на запад-северо-запад по прямой от поселка Мурыгино.

## История
Известна была с 1671 года как деревня Первушинская Лаптева с 2 дворами. В 1764 году учтено 22 жителя. В 1873 году отмечено дворов 7 и жителей 62, в 1905 14 и 95, в 1926 21 и 96, в 1950 14 и 53. В 1989 году еще оставался 1 постоянный житель.

## Население
Постоянное население  не было учтено как в 2002 году, так и в 2010.